# Stamhuset Rosenfeldt
Stamhuset Rosenfeldt blev oprettet 30. august 1781 af baron Reinhard Iselins enke, Anna Elisabeth Fabritius de Tengnagel (1735-1786), nu gift med Johan Frederik Classen, for datteren Anna Elisabeth, gift med kammerherre, amtmand Pierre Antoine Gérard Bosc de la Calmette.
| Historie | Spire Denne historieartikel er en spire som bør udbygges. Du er velkommen til at hjælpe Wikipedia ved at udvide den. |